# دنیاگیری کووید-۱۹ در کویت
دنیاگیری کووید-۱۹ در کویت بخشی از دنیاگیری بیماری کروناویروس ۲۰۱۹ در جهان است. اولین مورد تأیید شده در کویت در ۲۴ فوریه ۲۰۲۰ در شهر کویت اعلام شد.